# Tahir Güleç
Tahir Güleç (Núremberg, 25 de febrero de 1993) es un deportista alemán de origen turco que compite en taekwondo. Ganó dos medallas en el Campeonato Mundial de Taekwondo, oro en 2013 y bronce en 2015, ambas en la categoría de –80 kg. Su hermana Rabia también compite internacionalmente en taekwondo.

## Palmarés internacional
| Campeonato Mundial | Campeonato Mundial  | Campeonato Mundial | Campeonato Mundial |
| Año                | Lugar               | Medalla            | Categoría          |
| ------------------ | ------------------- | ------------------ | ------------------ |
| 2013               | Puebla (México)     | Medalla de oro     | –80 kg             |
| 2015               | Cheliábinsk (Rusia) | Medalla de bronce  | –80 kg             |